# Oduin de Walcourt
 (signalé en mai 2025).
Si vous disposez d'ouvrages ou d'articles de référence ou si vous connaissez des sites web de qualité traitant du thème abordé ici, merci de compléter l'article en donnant les références utiles à sa vérifiabilité et en les liant à la section « Notes et références ».
- Archive Wikiwix
- Bing
- Cairn
- DuckDuckGo
- E. Universalis
- Gallica
- Google
- G. Books
- G. News
- G. Scholar
- Persée
- Qwant
- (zh) Baidu
- (ru) Yandex
- (wd) trouver des œuvres sur Wikidata

Oduin de Walcourt (vers 980 - vers 1030), seigneur de Walcourt, fils de Werri Ier de Walcourt.
Il acheva l'église commencée par son père et consacrée le 1er juin 1026 à Walcourt par Réginard, Évêque de Liège. Le premier document écrit de Walcourt date du 1er juin 1026 par lequel le seigneur Oduin et son épouse, firent de larges libéralités au sanctuaire, dont la construction venait d’être achevée. Il y a un chapitre fondé en 1020 par Oduin, Seigneur de Walcourt, pour huit chanoines et un prévot, qui a voix dans les États de la Province. 
Il épousa Eremburge, née vers 985 dont il eut un fils : Folcuin de Walcourt